# Senegalia polyacantha
Acacia polyacantha é uma espécie de leguminosa do gênero Acacia, pertencente à família Fabaceae.